# Дмитриева, Ольга Николаевна
О́льга Никола́евна Дми́триева (род. 16 июня 1994, Уржумское, Ульяновская область) — российская биатлонистка, бронзовый призёр чемпионата мира по летнему биатлону (2017), чемпионка России. Мастер спорта России.

## Биография
На внутренних соревнованиях представляет Ульяновскую область, тренируется в клубе «Рингстар» и Центре спортивной подготовки Ульяновской области. Воспитанница тренера Юрия Александровича Захарова, также тренируется под руководством Ю. В. и И. Ю. Охотниковых.
На юниорском уровне принимала участие в чемпионатах мира по летнему биатлону. В 2013 году в Форни-Авольтри была шестой в спринте и гонке преследования, а в 2015 году в Кейле-Грэдиштей — девятой в спринте и 17-й — в пасьюте.
С сезона 2015/16 принимала участие в соревнованиях Кубка России и региональных соревнованиях среди взрослых. В феврале 2017 года стала бронзовым призёром чемпионата Приволжского федерального округа в индивидуальной гонке.
В летнем биатлоне в 2017 году становилась победительницей российских отборочных соревнований перед чемпионатом мира в спринте и бронзовым призёром в масс-старте. Чемпионка России 2018 года в спринте.
В августе 2017 года участвовала в чемпионате мира по летнему биатлону в Чайковском, где в спринте завоевала бронзовую медаль, а в гонке преследования финишировала четвёртой.